# Antilogaritme
En matemàtiques, l'antilogaritme (antilog) d'un nombre y d'una base donada és la xifra que en aquesta base té per logaritme y. En altres paraules, l'antilogaritme de base a de y és el nombre x tal que {\displaystyle log_{a}(x)=y}.
L'antilogaritme neperià (vegeu Logaritme neperià) és la funció exponencial.
La funció antilogaritme de base a (de vegades anomenada {\displaystyle antilog_{a}}) és la funció recíproca de la funció {\displaystyle \log _{a}}, és a dir, la funció exponencial de base a: {\displaystyle x\mapsto a^{x}=exp(x\ln(a)).}
Si no s'especifica un índex, es tracta del recíproc del logaritme decimal: {\displaystyle \mathrm {antilog} (y)=10^{y}}.